# Santiago Borrazás
Santiago Borrazás fue un Presbítero que nació el 12 de mayo de 1905 en Montevideo,Uruguay. 

## Biografía
Cuando tenía 9 años de edad sintió la vocación sacerdotal, y solicitó ser admitido como alumno interno en el Seminario de la Arquidiócesis. Continuó su preparación en estudios sacerdotales hasta que a los 21 años fue enviado a Roma a completar sus estudios en Teología.
El 30 de octubre de 1927, a los 22 años de edad, Santiago se ordenó sacerdote en Roma.
Vuelto a Uruguay, desarrolló su vida pastoral en distintas parroquias: San Francisco de Montevideo; luego un breve pasaje en Pocitos; Castillos en el departamento de Rocha; finalmente llegó a Tala con sus 30 años de edad y aquí permaneció sus restantes 54 años de vida y sacerdocio. Desde el Tala procedió a la fundación de diversos centros de catequesis : Bolívar, Barrancas, Vejigas, Castellanos.

### Su obra
El Proyecto de la Ciudad Infantil comenzó a tomar forma casi sin que voluntad humana lo decidiera. Primero fue el Colegio Parroquial San José para varones, habilitado en 1941.
Diez años más tarde, en marzo de 1951 se fundó el  liceo mixto San José que logró su habilitación en 1955. En 1961 fue fundada la Escuela Industrial y las demás obras de promoción: Escuela Agraria, Imprenta.
El 25 de noviembre de 1963 le fue concedida la Personería Jurídica a la Ciudad Infantil obra del Padre Borrazás, cuya finalidad sería ”asistir con carácter gratuito a los menores sin recursos”.
Su vida fue dedicada a la atención a los niños sin recursos,recogidos en todos los puntos de Uruguay y fuera de fronteras,niños a los que brindó amor, techo, alimento y estudio.
El Padre Borrazás fue el patriarca de su pueblo durante 54 años de vida. Y luego de una penosa enfermedad que él soportó sin una queja, entregó su alma al Señor el 26 de julio de 1989 a los 84 años de edad.

### Su obra hoy
EL Colegio Parroquial San José funciona como Centro Pastoral y alberga a distintos grupos de perfil filantrópico, religioso o artístico: Catequesis, Alcohólicos Anónimos, Grupos de atención a la Tercera Edad, Tejido, Danza Nativista (Sociedad Nativista "El Tala"), Canto, Música, y algún otro grupo que aparece cada año.
El Liceo Parroquial San José, liceo decano de la ciudad, fue siempre para todos los habitantes de Tala, “el Liceo del Padre” y sigue funcionando como liceo y mantiene su estructura original, ubicado en el lugar en que está asentado desde su fundación: en la calle que desde el año 1990 se denomina Calle Santiago Borrazás.